# Osmia foxi
Osmia foxi är en biart som beskrevs av Cameron 1901. Osmia foxi ingår i släktet murarbin, och familjen buksamlarbin. Inga underarter finns listade i Catalogue of Life.